# Rok Perko
Rok Perko nació el 16 de julio de 1985 en Kranj (Eslovenia), es un esquiador que tiene un pódium en la Copa del Mundo de Esquí Alpino.

## Resultados

### Juegos Olímpicos de Invierno
- 2010 en Vancouver, Canadá
  - Descenso: 14.º

### Campeonatos Mundiales
- 2009 en Val d'Isère, Francia
  - Descenso: 22.º
- 2011 en Garmisch-Partenkirchen, Alemania
  - Descenso: 19.º
- 2013 en Schladming, Austria
  - Super Gigante: 35.º

### Copa del Mundo

#### Clasificación General Copa del Mundo
- 2005-2006: 144.º
- 2006-2007: 130.º
- 2007-2008: 122.º
- 2008-2009: 98.º
- 2009-2010: 92.º
- 2010-2011: 150.º
- 2011-2012: 110.º